# Subjektivt predikativ
Subjektivt predikativ är en satsdel som kongruensböjs efter subjektet. Subjektivt predikativ förekommer efter verb som vara, bliva, verka, förefalla och heta (förr användes den inom satslösning problematiska benämningen kopulaverb om vissa av dessa verb). Predikativfrågan är den samma som objektsfrågan (vad?). En traditionell benämning på denna satsdel är "predikatsfyllnad".  Subjektivt predikativ är en utfyllnad av predikatet, som krävs för att predikatet över huvud taget ska fungera. Predikatet omfattas med andra ord av predikatets valens. Exempel:
Rosor äro röda.
Johan blev präst.
Studenterna verkade galna.
Ofta menar man att det finns subjektiva predikativ också i följande exempel:
De kallas vajervägar.
Vajervägar betraktas som / anses trafiksäkra.
Detta är passivkonstruktioner, vilka i sin mer primära form, alltså i aktivum, innehåller ett objektivt predikativ.
I språk som inte har subjektstvång kan ovan beskrivna satsdel förekomma i opersonliga konstruktioner, till exempel ryska Cholodno. (Det är kallt). Man skulle med en mer egentlig term kunna kalla detta för opersonligt predikativ, en benämning som dock inte är vedertagen.